# Copelatus massaicus
Copelatus massaicus är en skalbaggsart som beskrevs av Guignot 1941. Copelatus massaicus ingår i släktet Copelatus och familjen dykare. Inga underarter finns listade i Catalogue of Life.